# チーム・ハンサム
チーム・ハンサムはプロレスラーのユニット。KAIENTAI-DOJOを主戦場として活動している。
2007年、バジリスク解散により孤立化したJOEとTAKAみちのくのタッグチームとして活動を開始した。
2008年1月6日の興行にてタッグを組んだザ・グレート・サスケが試合終了後「チーム・ハンサムに入れてくれ」と提案、JOEが握手で応えメンバー加入となった。

## 所属メンバー
- JOE
- TAKAみちのく
- ザ・グレート・サスケ